# Tali Golergant
Tali Golergant (Jeruzalem, 26. studenoga 2000.) izraelsko-luksemburška je pjevačica i glumica. Predstavljala je Luksemburg na Pjesmi Eurovizije 2024. s pjesmom „Fighter”.

## Karijera
Tali je objavila svoju debitantsku pjesmu s 16 godina. Godine 2021. je objavila svoj debitantni EP Lose You. U prosincu 2023. objavljeno je da je Tali jedna od osam natjecatelja Luxsemburg Song Contesta, luksemburškog natjecanja za Pjesmu Eurovizije. Dana 9. siječnja je otkriveno da će izvesti pjesmu „Fighter”. U prvom polufinalu 7. svibnja plasirala se u finale, gdje je 11. svibnja završila na 13. mjestu.